# Itzy
Itzy (Hangul: 있지) is een Zuid-Koreaanse K-popgroep die bestaat uit vijf meisjes.

## Geschiedenis
De groep werd opgericht door JYP Entertainment. De groep debuteerde op 10 februari 2019 met hun eerste album genaamd 'It'z different' met als titelsong 'Dalla Dalla'. Later dat jaar kwam hun tweede album 'It'z Icy' uit, dit keer een album met als titelsong 'Icy'. In maart 2020 bracht de meidengroep hun derde album 'It'z me' uit met titelsong 'Wannabe' en in augustus van hetzelfde jaar hun vierde album 'Not Shy' met gelijknamige titelsong. In 2021 heeft de groep haar vijfde album 'Guess Who' uitgebracht met als titeltrack 'Mafia in the Morning'. Tot nu toe is elk album van de groep een minialbum of EP geweest, behalve het eerste singlealbum bij debuut. Op 24 september 2021 heeft de groep haar zesde album uitgebracht genaamd 'Crazy in Love', het eerste volledige album van de groep. In 2022 bracht de groep hun eerste originele Japanse single uit genaamd 'Voltage'. Later dat jaar brachten ze hun minialbum 'Checkmate' uit met als titelsong 'Sneakers'.

## Leden
| artiestennaam | geboortenaam    | geboortedatum   | belangrijkste positie(s) in de groep |
| ------------- | --------------- | --------------- | ------------------------------------ |
| Yeji          | Hwang Ye-ji     | 26 mei 2000     | Zangeres en danseres                 |
| Lia           | Choi Ji-su      | 21 juli 2000    | Zangeres                             |
| Ryujin        | Shin Ryu-jin    | 17 april 2001   | Rapper en danseres                   |
| Chaeryeong    | Lee Chae-ryeong | 5 juni 2001     | Danseres                             |
| Yuna          | Shin Yu-na      | 9 december 2003 | Rapper en danseres                   |